# Girolamo Cassar
Girolamo Cassar (malteško Ġlormu Cassar, 1520–1592) je bil malteški arhitekt in vojaški inženir, stalni inženir reda svetega Janeza, ki ga je leta 1569 sprejel v red. Sodeloval je pri gradnji Vallette, najprej je bil pomočnik Francesca Laparellija, preden je sam prevzel projekt. Zasnoval je številne javne, verske in zasebne zgradbe v novem glavnem mestu, tudi  sostolnico svetega Janeza, palačo velikega mojstra in hiše za malteške viteze.
Bil je oče Vittoria Cassarja, tudi arhitekta in inženirja.

## Življenjepis
Cassarjev rojstni datum ni znan, vendar se domneva, da je bil rojen okoli leta 1520 v Birguju ali Gudji, v sicilijanski družini, ki je živela na malteških otokih okoli leta 1440.  Cassar je bil sprva capomastro (mojster graditelj) in bil je učenec evangelista Menge, stalnega inženirja reda svetega Janeza. Delal je kot vojaški inženir med bitko pri Džerbi leta 1560 in med velikim obleganjem Malte leta 1565. Med slednjim se je ukvarjal s popravili utrdb, ki jih je prizadelo osmansko napadanje, včasih tudi z velikim osebnim tveganjem. 
Leta 1566 se je red odločil, da bo zgradil novo glavno mesto Valletta, Cassar pa je postal pomočnik italijanskega vojaškega inženirja Francesca Laparellija, ki naj bi oblikoval mestne utrdbe in načrt omrežja. 22. aprila 1569 je bil Cassar sprejet v red, kar je bilo priznanje za njegove zasluge kot arhitekta in inženirja. V tem času mu je veliki mojster izdal potni list, Cassar pa je preživel preostali del leta v italijanskih mestih Neapelj, Rim in Lucca. Med to turnejo se je seznanil z manierističnem slogom in ga uporabil pri mnogih kasnejših zgradbah. 
Po vrnitvi na Malto okrog leta 1569 je bilo delo pri utrdbah Vallette skoraj končano in prevzel je projekt, potem ko je Laparelli zapustil otok. Postal je tudi stalni arhitekt in inženir. Zasnoval je številne javne, verske in zasebne zgradbe v mestu, tudi palačo velikih mojstrov, sedem izvirnih hiš in samostansko cerkev svetega Janeza (danes sostolnica svetega Janeza). Cassar je prav tako zasnoval nekaj zgradb zunaj glavnega mesta, predvsem Verdalovo palačo v Buskettu. Pripisujejo mu tudi izvirni načrt za sredozemski konferenčni center Sacra Infermeria. 
Datum in okoliščine njegove smrti niso znane. Svojo drugo oporoko je naredil 9. januarja 1589. Verjetno je umrl okoli leta 1592 v Valletti. Pokopan je v cerkvi svetega Dominika (Porto Salvo) v Valletti.

## Zgradbe, pripisane Cassarju
Seznam zgradb, za katere je znano, da jih je oblikoval Girolamo Cassar, ali pa so mu pripisane:
Valletta:
- Utrdbe in obrambni zid v Valletti (od 1566 naprej; s Francescom Laparellijem)
- Cerkev Gospe zmage (1566–67)
- Hiša samostanskega brata Evstahija iz Monteja (1569)
- Prva francoska hiša (Auberge de France, okoli 1570)
- Cerkev Karmelske Matere božje (okoli 1570)
- Prva italijanska hiša (Auberge d'Italie, 1570–71)
- Aragonska hiša (Auberge d'Aragon, 1571)
- Nemška hiša (Auberge d'Allemagne, 1571–75)
- Auvernska hiša (Auberge d'Auvergne, okoli 1571–83)
- Provansalska hiša (Auberge de Provence, 1571–75)
- Cerkev svetega Dominika (1571)
- Cerkev svetega Avgusta (1571–96)
- Cerkev svete Marije Jezusove in pripadajoči samostan (1571–75)
- Sostolnica svetega Janeza (1572–77)
- Kastiljska hiša (Auberge de Castille, 1573–74)
- Druga italijanska hiša (Auberge d'Italie, 1574–79)
- Palača velikega mojstra (1574)
- Sacra Infermeria (Sredozemski konferenčni center)  (1574)
- Cerkev svete Katarine Italijanske (1576)
- Samostan svete Katarine (1576)
- Karmeličanski samostan (1576)
- Cerkev Brodoloma svetega Pavla (1577–82)
- Pekarna (okoli 1584)
- Druga francoska hiša (Auberge de France, okoli 1588)
- Kapela pomoči v utrdbi svetega Elma
- Mlin na veter

Drugod na Malti:
- Rekonstrukcija Birguja in Senglee (1560-ih)
- Cerkev svetega Marka, Rabat (1571–88)
- Verdalova palača (1586)
- Stari samostan svetega Avguština, Rabat (1588)
- Stari samostan svetega Frančiška, Rabat (1588)
- Kapucinski samostan, Floriana (1586)

## Življenje
Girolamo Cassar je bil poročen z Matteo Cassar in je imel pet otrok:
- Vittorio Cassar, verjetno prvi sin, najljubši in glavni dedič. Prav tako je postal arhitekt in mu je uspelo postati stalni inženir reda,
- Gabriele Cassar, bil je tudi v službi reda,
- Marietitina Cassar se je poročila z Natalejem Riczo,
- Battistina Cassar se je poročila z Antoniem Habelo,
- Caterinella Cassar se je poročila z Ambrogiem Pacejem.

Cassarjeva družina je bila precej bogata in imela vsaj dva sužnja. Živeli so v hiši med sedanjo ulico svete Uršule in ulico Melita v Valletti.

## Zapuščina
Veliko Cassarjevih zgradb je bilo spremenjenih ali porušenih med 17. in 20. stoletjem, zelo malo jih pa še vedno ohranja svojo prvotno obliko. Edina v Valletti, ki ohranja Cassarjevo fasado, je Aragonska hiša (Auberge d'Aragon), edina sprememba je portik, ki je bil dodan glavnim vratom v 19. stoletju. Zgradbi, ki še imata Cassarjevo zunanjo podobo, sta cerkev svetega Janeza v Valleti in cerkev svetega Marka v Rabatu, čeprav se je njuna notranjost sčasoma spremenila. 
Po osamosvojitvi Malte leta 1964 se je cesta, ki je vodila od Floriane do Kastiljskega trga v Valletti preimenovala iz avenije Duke of York v avenijo Girolama Cassarja (malteško Triq Girolamo Cassar). 